# Catarina Martins
Catarina Soares Martins, née le 7 septembre 1973 à Porto au Portugal, est une comédienne et femme politique portugaise.

## Biographie
Diplômée en langues et littératures modernes, Catarina Martins se consacre au théâtre en fondant le projet d’avant-garde, la compagnie de théâtre de Visões Úteis (« visions utiles ») à Porto en 1994.
Élue députée au Parlement national en 2009, elle est réélue en 2011, 2015 et 2019.
Elle est coordinatrice du Bloc de gauche de 2012 à 2023 et a emmené ce parti lors des élections législatives de 2015, 2019 et 2022.
À l'issue des élections de 2015, le Bloc de gauche et la Coalition démocratique unitaire (CDU) acceptent de soutenir le gouvernement socialiste formé par António Costa, sans y participer. Ce soutien est renouvelé en 2019.
Le 27 octobre 2021, le Bloc de gauche et la CDU annoncent retirer leur soutien au gouvernement Costa en refusant de voter le budget 2022. Catarina Martins accuse le gouvernement d'avoir « remplacé la négociation par un ultimatum » et poursuit : « Il a tenté le chantage politique pour forcer la gauche à abandonner son programme ».
Le 28 mai 2023, elle est remplacée comme coordinatrice par Mariana Mortágua. Le 14 septembre suivant, elle démissionne de son mandat de députée.
Le 17 juillet 2024, elle est la première députée à proposer un sujet à l'ordre du jour du nouveau parlement européen mais sa proposition de débat sur « la défense du droit humanitaire et international à Gaza » est rejetée par 251 voix contre 149,. 